# Antônio Galeácio Bentívolo
Antônio Galeácio Bentívolo (em italiano: Antongaleazzo Bentivoglio; Bolonha, 1472 – Roma, 1525) foi um nobre bolonhês, filho de João II, senhor da cidade, e de Genebra Sforza.

## Primeiros anos e missões diplomáticas
Segunda geração de João II, senhor de Bolonha e de Genebra Sforza, Antônio Galeácio nasceu em Bolonha por volta do final de 1472. Desde o nascimento, foi destinado pelo pai à carreira eclesiástica, sendo, no dia 16 de julho de 1483, ainda muito jovem, promovido por Sisto IV ao cargo de protonotário apostólico. A nomeação foi comemorada com grande pompa e uma missa solene celebrada pelo bispo de Rimini na catedral de Bolonha, diante de uma imensa multidão de nobres e cidadãos bolonheses. Oito anos depois, em 14 de dezembro de 1491, o papa Inocêncio VIII o designou arcediácono de Bolonha, sucedendo Francesco Della Rovere.
Apesar dessa rápida ascensão, a educação de Antônio Galeácio — além do fato de que a condição eclesiástica exigia um maior comprometimento com os estudos — não diferiu substancialmente da educação de seus irmãos, uma vez que João II o envolveu, ainda na juventude, nos assuntos políticos de seu Estado. Durante sua vida, até a queda da senhoria bentívoliana, ele foi incumbido pelo pai de numerosas missões diplomáticas e de algumas expedições militares. Uma dessas missões ocorreu em julho de 1488, quando, com apenas quinze anos, acompanhou seu pai a Parma para importantes negociações políticas com João Galeácio e Ludovico Sforza, bem como com Hércules I e Francesco Gonzaga. Quatro anos depois, em 1492, foi designado para transmitir ao Alexandre VI as saudações e felicitações da comunidade de Bolonha e de seu pai em razão de sua eleição ao papado. No dia 28 de agosto, acompanhado por uma embaixada da cidade composta por Ludovico di San Piero, Giovanni da Sala, Mino de' Russi e uma grande comitiva, partiu de Bolonha rumo a Roma. Em um discurso em latim, que também foi publicado, congratulou o novo papa e, ao mesmo tempo, solicitou a confirmação dos capítulos de Bolonha e dos privilégios concedidos ao seu pai pelos papas anteriores.

## Candidato ao cardinalato
A expedição de Carlos VIII à Itália estava prestes a proporcionar ao Antônio Galeácio a elevação ao cardinalato. Para afastar João II de sua aliança com Ludovico Sforza, o papa Alexandre VI, decididamente contrário à empreitada francesa, foi persuadido pelos Médici e por Fernando I de Nápoles a oferecer o cargo de cardeal para Antônio Galeácio, caso João II se posicionasse claramente contra os franceses. Certamente, a elevação de Antônio Galeácio ao cardinalato não apenas teria aumentado consideravelmente a influência dos Bentívolo na Cúria, mas também teria elevado seu prestígio na Itália e em Bolonha, colocando-os no mesmo nível das grandes famílias principescas italianas que, por tradição, tinham um membro no colégio cardinalício. Assim, até mesmo Genebra, embora fosse uma Sforza, apoiou o projeto, e já em maio de 1494, o irmão mais novo, Ermes, dedicava ao "futuro cardeal" uma coletânea de sonetos copiados por ele mesmo.
João II, entretanto, hesitou em concluir o acordo, temendo, principalmente, no caso de uma vitória francesa, o retorno dos Malvezzi, que ele havia banido de Bolonha após sua perigosa conspiração em 1488. Além disso, Alexandre VI, receoso do aumento do poder dos Bentívolo, também tomou tempo. Quando finalmente encarregou Antonio da Bibbiena de prometer solenemente a João II que Antonio Galeazzo seria criado cardeal no próximo consistório de 27 de outubro de 1494, já era tarde demais. Giovanni havia decidido ceder às tropas francesas, declarando que preferia o bem de sua cidade a um chapéu cardinalício em Roma. A decisão final de João II foi influenciada por Ludovico Sforza, que havia prometido a ele que, no futuro, nenhum acordo com Alexandre VI seria firmado sem a elevação de Antonio Galeazzo ao cardinalato, comprometendo-se também a obter o consentimento de Carlos VIII para tais convenções.
Embora a progressão dos eventos tenha impedido a concretização do projeto, a elevação de Antônio Galeácio ao cardinalato continuou a ser uma importante peça no jogo diplomático de João II nos anos subsequentes. Quando, no início de 1496, a Liga Antifrancesa, formada em Veneza em 1495, buscou aliciar João II para uma campanha contra Florença, com o objetivo de restaurar a senhoria dos Médici, ele condicionou sua participação à promessa de que o Antônio Galeácio seria nomeado cardeal no consistório de 27 de outubro de 1494. Contudo, mesmo com os esforços de Milão e Veneza, o projeto não se concretizou. O assunto foi novamente discutido em 1502, mas, na época, o poder dos Bentívolo já estava em considerável declínio para que a questão pudesse ser resolvida favoravelmente. Antônio Galeácio permaneceu como protonotário, e com esse título é geralmente lembrado pelos cronistas.

## Benefícios e peregrinações
Quando, no início de 1495, chegou a Bolonha a notícia da queda de Nápoles, o Antônio Galeácio foi enviado a Milão para parabenizar, em nome de seu pai, Ludovico Sforza pela vitória francesa. Ao mesmo tempo, ele aproveitou a oportunidade para resolver algumas questões pessoais relacionadas aos benefícios eclesiásticos significativos que o conde Guido Torelli, prometido esposo de sua irmã Francesca, havia concedido a seu favor. Nesse ano, retornou a Milão em duas ocasiões: em março, para tomar posse dos benefícios concedidos, e em maio, para acompanhar sua irmã Francesca. O ano de 1495 também trouxe Antônio Galeácio outro benefício significativo: o priorado de Nossa Senhora dos Anjos da Ordem de Camaldoli, localizado fora das muralhas de Bolonha.
Após a retirada de Carlos VIII e a eliminação dos perigos para Bolonha, Antônio Galeácio pôde desfrutar de algum tempo na corte patema, dedicado a prazeres como o teatro e outras atividades recreativas. No entanto, em 1498, ao empreender uma peregrinação ao Santo Sepulcro, sua decisão foi motivada mais por espírito aventureiro do que por devoção. Sem informar o pai e acompanhado apenas por alguns amigos, deixou Bolonha secretamente em 25 de maio de 1498 para embarcar em Veneza rumo à Terra Santa, retornando a Bolonha em outubro do mesmo ano, sendo recebido com grandes celebrações. Outra peregrinação semelhante o levou em 1505 a Santiago de Compostela; as experiências na Espanha inspiraram-no a organizar, após seu retorno, uma espécie de tourada que causou grande impressão em Bolonha.

## Ameaça de César Bórgia
A perigosa expansão de César Bórgia, o Valentino, na Romanha forçou Antônio Galeácio a abandonar as comodidades da vida na corte e a se envolver mais ativamente nas questões relacionadas à sua família. Em novembro de 1499, quando Valentino, preparando-se para a campanha na Romanha, passou pelo território bolonhês, Antônio, juntamente com seu irmão Aníbal II, foi ao seu encontro para convidá-lo para um jantar no palácio patema. No entanto, os sucessos do duque em Cesena e Forlì ameaçavam se voltar contra Bolonha. Assim, em junho de 1500, Antônio Galeácio foi enviado a Milão para solicitar aos franceses uma garantia contra Borgia. Retornou a Bolonha com uma "boa resposta", mas quando, com base nisso, João II tentou socorrer Faença contra o duque, Luís XII, apoiador da empreitada borgiana, o convidou decididamente a desistir.
Nas negociações subsequentes entre Valentino e João II, foi novamente levantada a proposta de elevar Antônio a cardeal, que, em março de 1501, foi a Roma à frente de 500 homens armados para socorrer Bórgia em uma empreitada planejada contra Florença, a qual, porém, não foi executada. Em agosto do mesmo ano, Antônio voltou a Milão para parabenizar o cardeal d'Amboise, tenente de Luís XII, pelos sucessos franceses em Nápoles. No ano seguinte, em abril, ele deixou novamente Bolonha para ir à corte de Luís XII, a fim de solicitar a ajuda do rei contra Valentino, que havia recomeçado a tramar contra Bolonha. A resposta do rei parece ter sido evasiva e, quando, em agosto de 1502, Valentino chegou pessoalmente a Milão, Luís XII não hesitou em firmar um acordo com ele, concedendo ao duque liberdade de ação sobre Bolonha.
Com o fracasso da missão, Antônio Galeácio retornou a Bolonha, onde a cidade começou imediatamente a ser preparada para a defesa. Entre o final de setembro e o início de outubro, os inimigos de Valentino firmaram um pacto na Magione para atacar o duque com suas forças combinadas; João II também participou, mas logo depois enviou Antônio a Ímola para iniciar negociações com Valentino. Nesta ocasião, parece ter sido discutido novamente o projeto de cardeal, mas o acordo definitivo, estabelecido em Ímola no início de dezembro, previa apenas o pagamento de 12 mil florins por parte dos Bentívolo, para a manutenção de 300 homens de armas do Valentino.

## Ameaça de Júlio II
A morte de Alexandre VI em 1503 libertou Bolonha de seu mais perigoso inimigo, mas trouxe um adversário muito mais decidido, o papa Júlio II, que, aproveitando o trabalho de Valentino, conseguiu submeter diretamente à Curia grande parte da Itália central. Em novembro de 1506, Júlio II conquistou Bolonha, forçando João II e toda a sua família a se refugiarem em Milão sob a proteção francesa. Antônio Galeácio, nesta ocasião despojado de todos os seus valiosos benefícios eclesiásticos, compartilhou o exílio de sua família e participou, em 1507, na tentativa infrutífera de seus irmãos de restaurar o domínio bentivoliano em Bolonha. Em 1511, a conquista de Bolonha pelas tropas francesas trouxe os Bentívolo de volta à cidade por um breve período. Em consequência desses eventos, em junho daquele ano, após o assassinato do cardeal Alidosi, Antônio foi eleito, por uma minoria, bispo de Bolonha, mas logo teve que ceder ao candidato pontifício.

## Morte
A vida errante de Antônio Galeácio só terminou após a morte de Júlio II, quando seu sucessor, Leão X, lhe restituiu os benefícios em 1514 e permitiu-lhe transferir-se para a Curia pontifícia em Roma. Lá, passou tranquilamente seus últimos anos, sem grandes acontecimentos. Morreu de peste em 1525 em Roma, deixando cinco filhos.